# Call a Bike

Aktuelles Logo

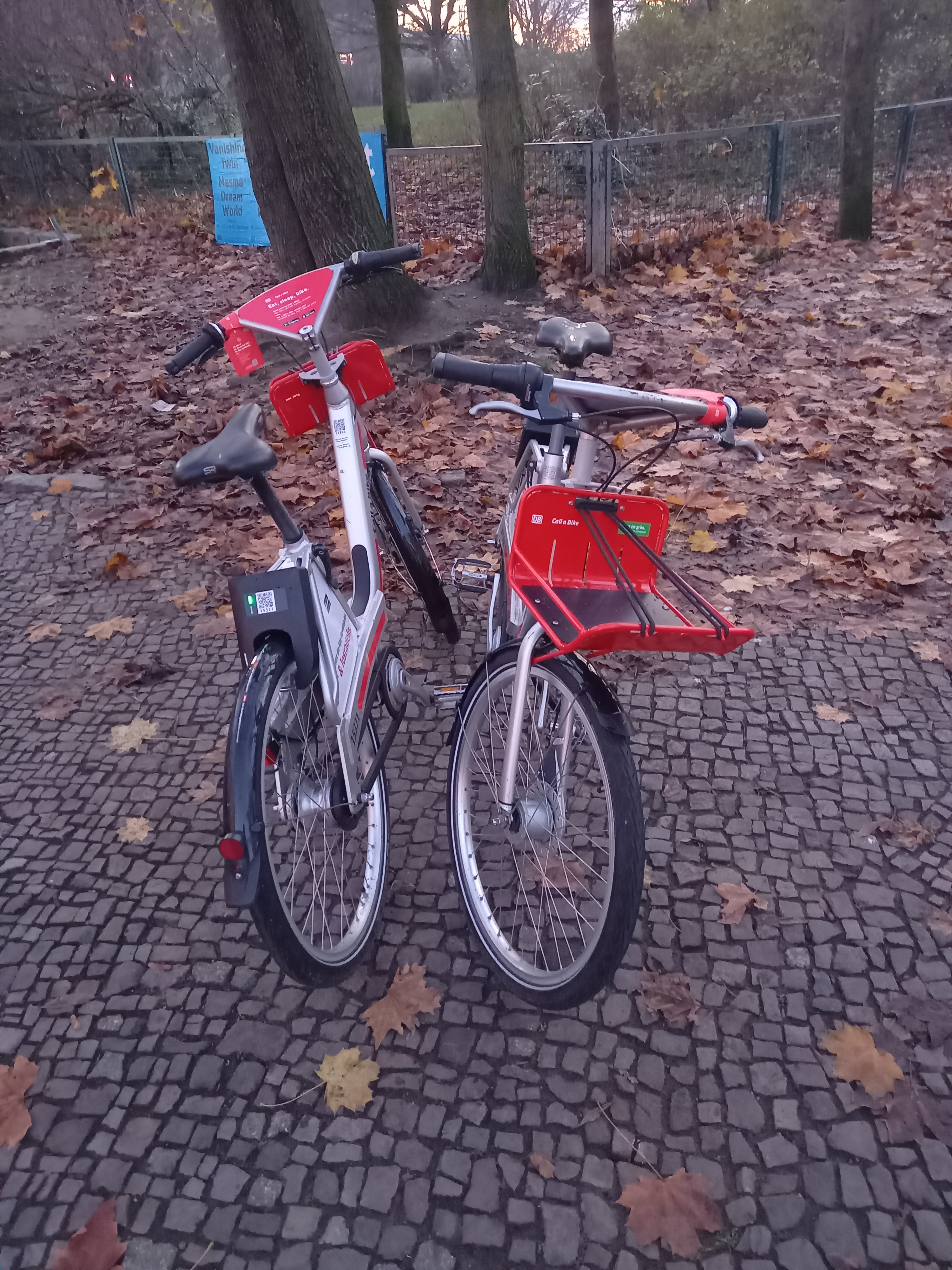
Die Call-a-Bike-Räder seit dem Produktupdate Ende November 2021

Call a Bike ist ein von der Deutsche-Bahn-Tochter Deutsche Bahn Connect in verschiedenen deutschen Städten betriebenes Fahrradverleihsystem. Das System existiert in verschiedenen Versionen, nicht an jedem Standort funktioniert es nach dem gleichen Prinzip. Einmal registrierte Kunden können allerdings Fahrräder in jeder beliebigen Stadt, zu den jeweils geltenden Konditionen, ausleihen. Im Sommer 2012 hatten 430.000 registrierte Nutzer Zugriff auf rund 7000 Räder. Im Jahr 2014 legten Kunden 13,4 Millionen Kilometer auf den 8500 Mieträdern zurück. Anfang 2015 zählte das Programm 700.000 registrierte Teilnehmer.

## Geschichte
Gegründet wurde Call a Bike im Frühjahr 1997 durch Christian Hogl und Josef Gundel. Ersterer lieh sich rund 1997 ca. 100.000 deutsche Mark bei Verwandten, ehe Letzterer durch einen ihm bekannten Manager Unterstützung bei der Suche nach Krediten für den Aufbau des Unternehmens in Höhe von mehreren Millionen DM bekam. Der Geschäftsbetrieb wurde später durch DB Rent, eine Tochter der Deutschen Bahn, übernommen.
Zum 30. November 2021 kam es zu einem Produktupdate der Räder. Der Korb wanderte an die Vorderseite und die Entleihe erfolgt seitdem per QR-Code.

## Verfügbarkeit
Das Call a Bike-System wird in ca. 40 Städten in Deutschland angeboten, je nach Stadt in einer von zwei Varianten. In einer Variante sind Fahrräder stadtweit verfügbar, in der anderen sind sie nur am Bahnhof erhältlich und müssen auch dort wieder zurückgegeben werden. Die stadtweite Variante lässt sich wiederum in vollflexible („Call a Bike flex“) und stationsbasierte („Call a Bike fix“) Systeme untergliedern.
Stadtweit sind die Räder in folgenden Städten verfügbar: Berlin, Darmstadt, Frankfurt am Main und Offenbach, Hamburg und Lüneburg (beide StadtRAD Hamburg), Köln, München sowie Stuttgart (RegioRadStuttgart).
In den folgenden Städten können die Räder nur am ICE-Bahnhof ausgeliehen und zurückgegeben werden: Aschaffenburg, Bamberg, Bielefeld, Bonn, Braunschweig, Bremen, Düsseldorf (bis Nov. 2020), Erlangen, Freiburg im Breisgau, Fulda, Göttingen, Gütersloh, Halle (Saale) (drei Stationen), Hanau, Hannover, Heidelberg, Ingolstadt, Kaiserslautern, Karlsruhe (Hbf und Durlach), Lübeck, Magdeburg, Mainz, Mannheim, Oberhausen, Oldenburg, Rostock (Hbf und Warnemünde), Saarbrücken, Weimar, Wiesbaden und Würzburg.
Die meisten Fahrräder von Call a Bike standen 2011 in München zur Verfügung. Die 1.200 dortigen Räder wurden zu 135.000 Fahrtstunden genutzt.
Nachdem Call a Bike zwischen 2000 und 2010 der dominante Anbieter von Fahrradverleihsystemen in Deutschland war, hat er in den letzten Jahren zunehmend Marktanteile an den Hauptkonkurrenten Nextbike verloren, welcher viele städtische Ausschreibungen finanzieller Unterstützung gewinnen konnte.

## Arten von Call a Bike

### Call a Bike flex

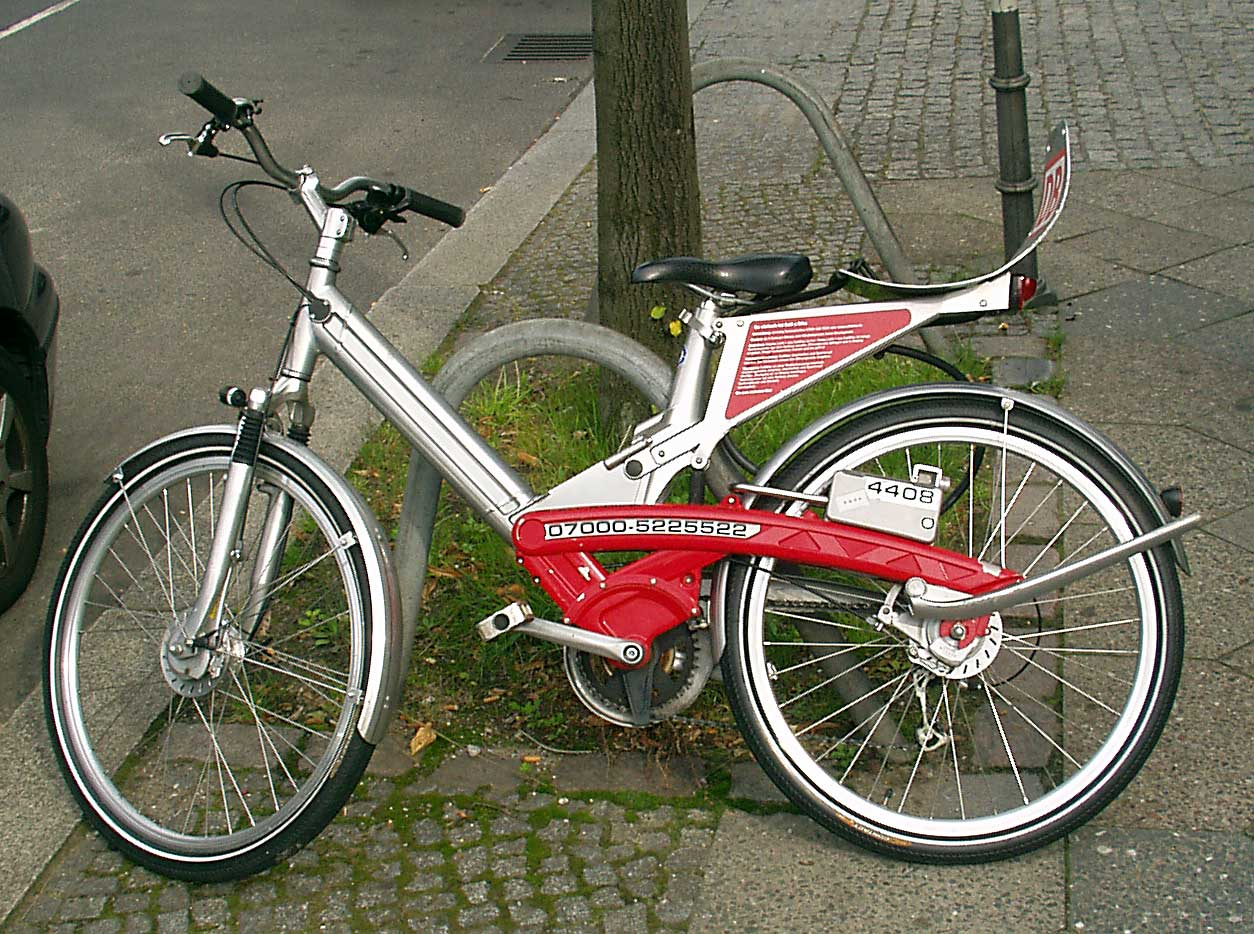
Call a Bike-Fahrrad

Charakteristisch für Call a Bike flex sind die überall im zentralen Stadtgebiet vorfindbaren Fahrräder mit Spezialschloss, die per App gemietet und innerhalb des Stadtkerns an jeder beliebigen Kreuzung wieder zurückgegeben werden können. Das ursprünglich rein telefongestützte System der Fahrradvermietung wurde im Jahr 1998 vom Informatiker und Unternehmer Christian Hogl entwickelt und im Jahre 2000 in München erstmals auf den Markt gebracht. Nach der Übernahme des Geschäftsbetriebes durch DB Rent wurde es auch in anderen deutschen Städten eingeführt, unter anderem Frankfurt am Main und Köln. Derzeit wird Call a Bike flex jedoch nur noch in München und Berlin angeboten, jeweils von Mitte März bis Mitte Dezember.
Zum Auffinden eines freien Fahrrades in der Nähe des eigenen Standortes gibt es verschiedene Möglichkeiten: die Suche an vorzugsweise versorgten Standorten, oder die Lokalisierung per App oder Website. Eine telefonische Auskunft über das nächste zur Verfügung stehende Fahrrad gibt es nicht mehr.
In den Städten stehen je nach Größe unterschiedlich viele Fahrräder zur Verfügung (beispielsweise waren es in Karlsruhe 350). Das Fahrrad kostet ohne elektronisches Schloss etwa 700 Euro.
Das System setzt eine einmalige Registrierung der potenziellen Nutzer voraus, um den Nutzungstarif einziehen zu können. Beim Anruf zur Anmietung werden die Nummer des jeweiligen Fahrrades und, sofern keine Rufnummer hinterlegt wurde und/oder die Rufnummernunterdrückung aktiviert ist, die Kundennummer durchgegeben.
Anschließend erhält der Mieter einen Zahlencode, mit dem das Schloss dann aufgeschlossen werden kann. Bei der telefonischen Abmeldung erhält man einen weiteren Zahlencode, mit dessen Eingabe die kostenpflichtige Mietzeit endet. Das Schloss kann dann nur nach einer neuen Anmeldung wieder geöffnet werden.
Die Mietfahrräder waren vergleichsweise hochwertig ausgestattet, zum Beispiel mit Federgabel, Rollenbremsen, 7-Gangschaltung und Gepäckträger.
Abgerechnet wird die Nutzung der Fahrräder mit einem Minutenpreis von zehn Cent, der auf einen Maximalbetrag von 9 Euro pro Tag und Fahrrad gedeckelt ist. Seit Frühjahr 2008 wird auch ein Pauschaltarif angeboten, um die Räder zu nutzen. Für 48 Euro im Jahr kann man die erste halbe Stunde das Rad, wie bei den meisten ausländischen Bikesharing-Anbietern, ohne Minutengebühr nutzen. Danach muss man entweder das Rad zurückgeben und nach einer Sperrzeit von fünf Minuten das gleiche Rad nutzen, ein neues Rad finden und ausleihen oder den regulären Minutentarif zahlen. Für Kunden mit BahnCard gibt es den Pauschaltarif auch zu ermäßigten Preisen von 36 Euro. Da die Bahn keine externe Werbung auf ihren Fahrrädern akzeptiert, sind „kostenlose halbe Stunden“ wie bei ähnlichen Systemen im Ausland nur gegen Zuzahlung der Stadtverwaltungen oder Bezahlung des jährlichen Pauschaltarifes möglich.
Aus dem Vergleich wird deutlich, dass man mit dem Angebot sowohl Touristen als auch den Bewohnern der Stadt dienen möchte. Es ist also ein Kombinationsmodell aus herkömmlicher und neuer Fahrradvermietung. Die Nutzung bietet sich insbesondere für Einwegfahrten oder in fremden Städten an, in denen man kein eigenes Fahrrad oder Auto zur Verfügung hat, oder zu Uhrzeiten, zu denen der ÖPNV nicht mehr fährt. Um die Ergänzungsfunktion zum ÖPNV-Angebot zu verstärken, gibt es günstigere Tarife für ÖPNV-Nutzer.

### Call a Bike fix

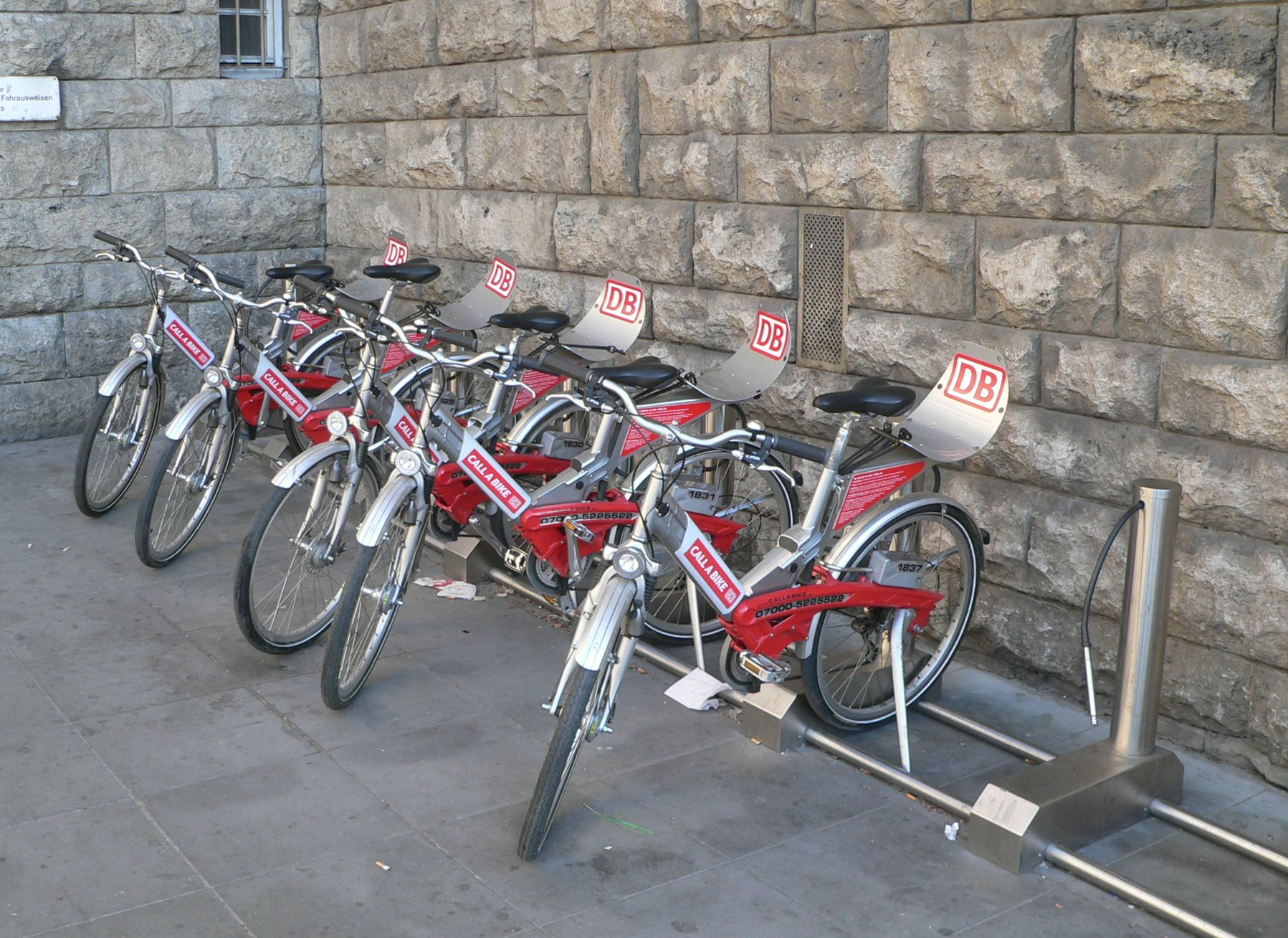
Call a Bike-fix-Station in Stuttgart

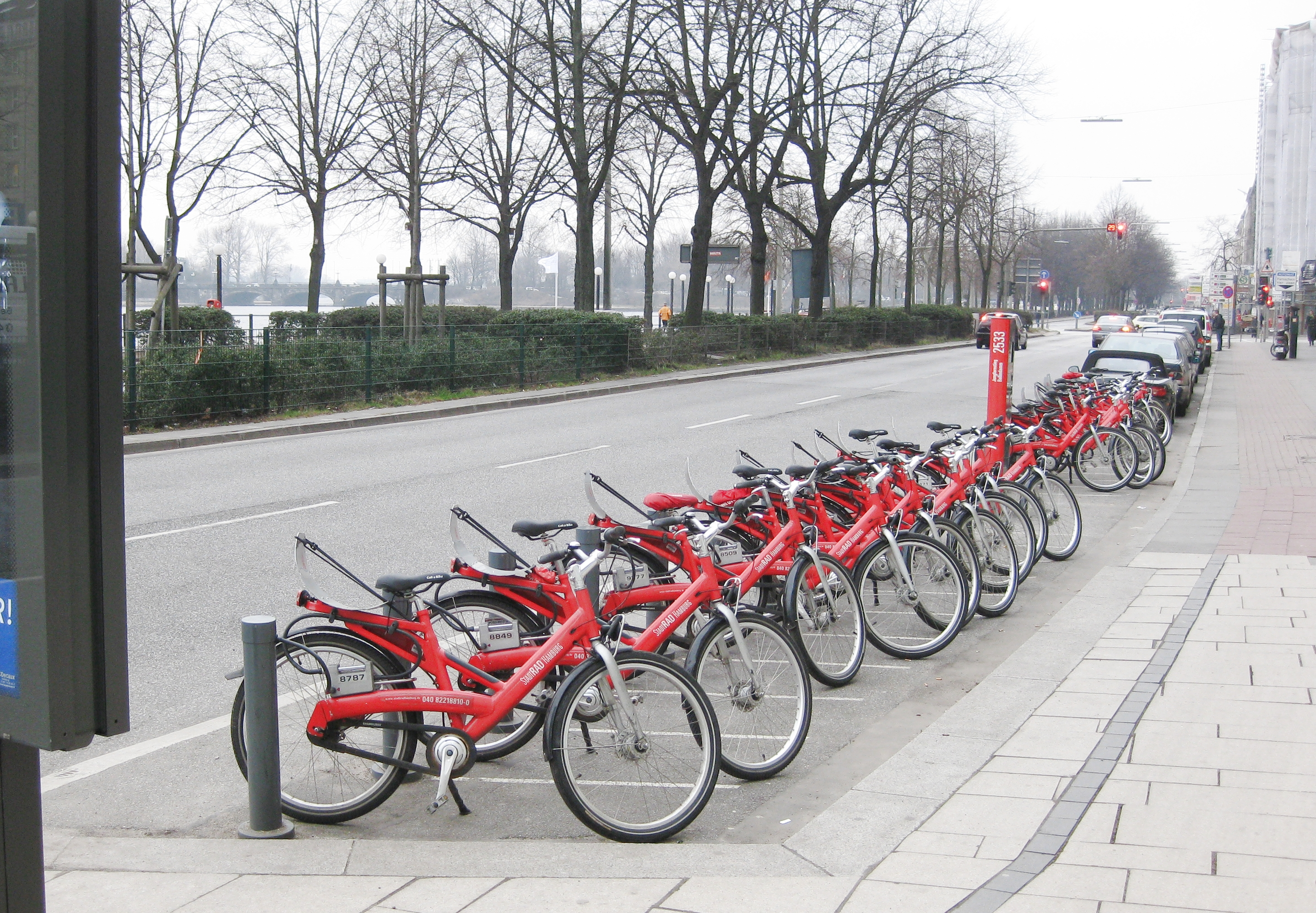
StadtRAD-Hamburg-Station

Im Juni 2007 wurde in Stuttgart mit städtischer Förderung das Call a Bike-fix-System eingeführt. Dieses ist zwar, wie auch das „Calla-bike flex“, stadtweit verfügbar, Fahrräder können aber nur an festen Stationen ausgeliehen und zurückgegeben werden. Im Mai 2018 wurde das Stuttgarter Call a Bike-System durch das ebenfalls von DB Connect betriebene System RegioRadStuttgart abgelöst, dessen Kundenkonten gemeinsam mit Call a Bike genutzt werden. Die registrierten Kunden können bei Bedarf auch in anderen Städten Call a Bike flex nutzen. Das Angebot hat in Stuttgart keine Winterpause. Anders als beim „Call a Bike flex“ erhält der Nutzer in Stuttgart auf Wunsch telefonische Auskunft, wo er freie Fahrräder findet, wenn an der Station kein Fahrrad vorhanden ist. Ein privates Dienstleistungsunternehmen übernimmt für Deutsche Bahn Connect die Wartung, Reparatur und Distribution der Räder. Die Eröffnung weiterer Stationen ist von der konkreten Nachfrage abhängig.
Vorteil der festen Stationen ist die leichtere Auffindbarkeit der Räder. Nachteilig war die Möglichkeit der Überfüllung einer gewünschten Zielstation bei ungenügender Umverteilung, wodurch der Nutzer gezwungen ist, das Mietfahrrad an einer anderen freien Station zurückzugeben. Mit dem funkbasierten Rückgabesystem ist dieser Nachteil aus Nutzersicht nicht mehr vorhanden.
In Hamburg gibt es seit Juli 2009 mit StadtRAD Hamburg ebenfalls ein Call a Bike-fix-System mit 1.650 Fahrrädern an mittlerweile 129 Stationen, allerdings mit auffällig rot lackierten Rädern. Wie in Stuttgart ist auch in Hamburg die erste halbe Stunde der Entleihe für den Nutzer kostenfrei. Die Anmeldung erfolgt telefonisch, per Internet oder an der Station selbst mittels eines Terminals, das auch Auskunft über die Position der anderen Stationen und die Anzahl der dort jeweils verfügbaren Räder gibt. Die Ausleihe kann telefonisch, über das Terminal mittels Kredit- oder EC-Karte und über Applikation für iPhone und Android-Smartphones erfolgen. Das System wurde bis Mitte 2013 um neue Stationen und zusätzliche Räder erweitert.
Seit Mitte 2013 gibt es auch StadtRAD Lüneburg mit fünf Stationen und 50 Rädern mit gleichem Tarifsystem wie in Hamburg. Für Kunden des Hamburger Verkehrsverbundes gibt es hier allerdings keine Vergünstigung beim Minutentarif.
Zwischen Ende Mai 2011 und 2016 wurde das Stationssystem auch in Berlin angewendet. Es wurde 2010 unter dem Namen StadtRAD Berlin mit ausgewählten Nutzern getestet. Das Nutzungsgebiet ist deutlich kleiner als das vorherige im Flex-System. Seit März 2017 wird wieder das flex-System angewandt (LIDL-Bike).

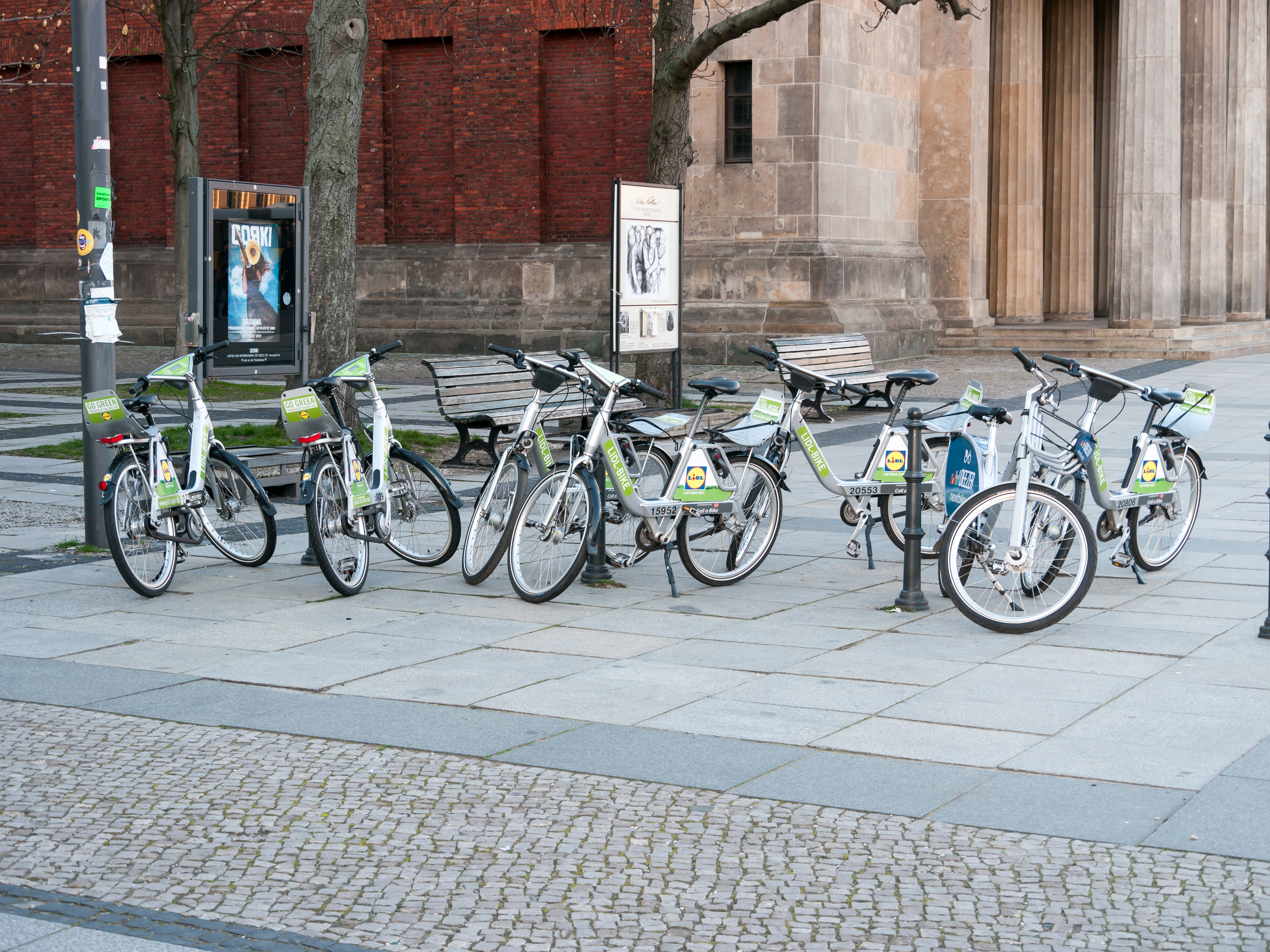
Lidl Bikes an einer virtuellen Station in Berlin-Mitte

In Berlin bestand zwischenzeitlich ebenfalls ein System vom Typ „Call a Bike fix“. Der Vertrag zwischen dem Land Berlin und der Deutschen Bahn über die Bereitstellung lief Ende 2015 aus. Da die Ausschreibung zum Weiterbetrieb zu spät in die Wege geleitet wurde, hat die Deutsche Bahn das Angebot bis Ende 2016 auf eigene Kosten weiter betrieben. Nachdem im Sommer 2016 die Deutsche Bahn die Ausschreibung gegen den Konkurrenten Nextbike verloren hatte, musste sie bis Ende des Jahres ihre Stationen abbauen.
In Konkurrenz zum staatlich geförderten System von Nextbike startete im März 2017 die Deutsche Bahn (mit Lidl Deutschland als Sponsor) ohne staatliche Zuschüsse mit 3500 Leihrädern in Berlin. Dabei kommt das in Berlin bereits in den ersten Jahren angewendete Call a Bike flex ohne feste Stationen zum Einsatz. Stattdessen werden virtuelle Stationen genutzt, die ohne feste Infrastruktur auskommen. Im April 2020 wurde die Kooperation mit Lidl beendet, seitdem firmieren die Leihräder wieder unter „Call a Bike“.

### Einzelstationen an Bahnhöfen
Im Jahr 2008 hat die Bahn damit begonnen, reguläre Mietfahrräder, die an den Bahnhöfen ausgeliehen werden können, in Städten wie Bonn und Braunschweig in das Angebot Call a Bike zu integrieren. Diese Fahrräder können jedoch nur wieder am gleichen Ort, dem Bahnhof, zurückgegeben werden, da keine Innenstadtzonen oder anderen Rückgabepunkte ausgewiesen wurden. Somit sind sie weniger für Alltagsradler als für Touristen geeignet.